# Клюмпке, Анна Элизабет
Анна Элизабет Клю́мпке (англ. Anna Elizabeth Klumpke; 28 октября 1856, Сан-Франциско, штат Калифорния, США — 9 февраля 1942) — американская художница, портретистка и мастер бытового жанра. Известна портретами знаменитых женщин, в том числе Элизабет Стэнтон и Розы Бонёр.

## Биография

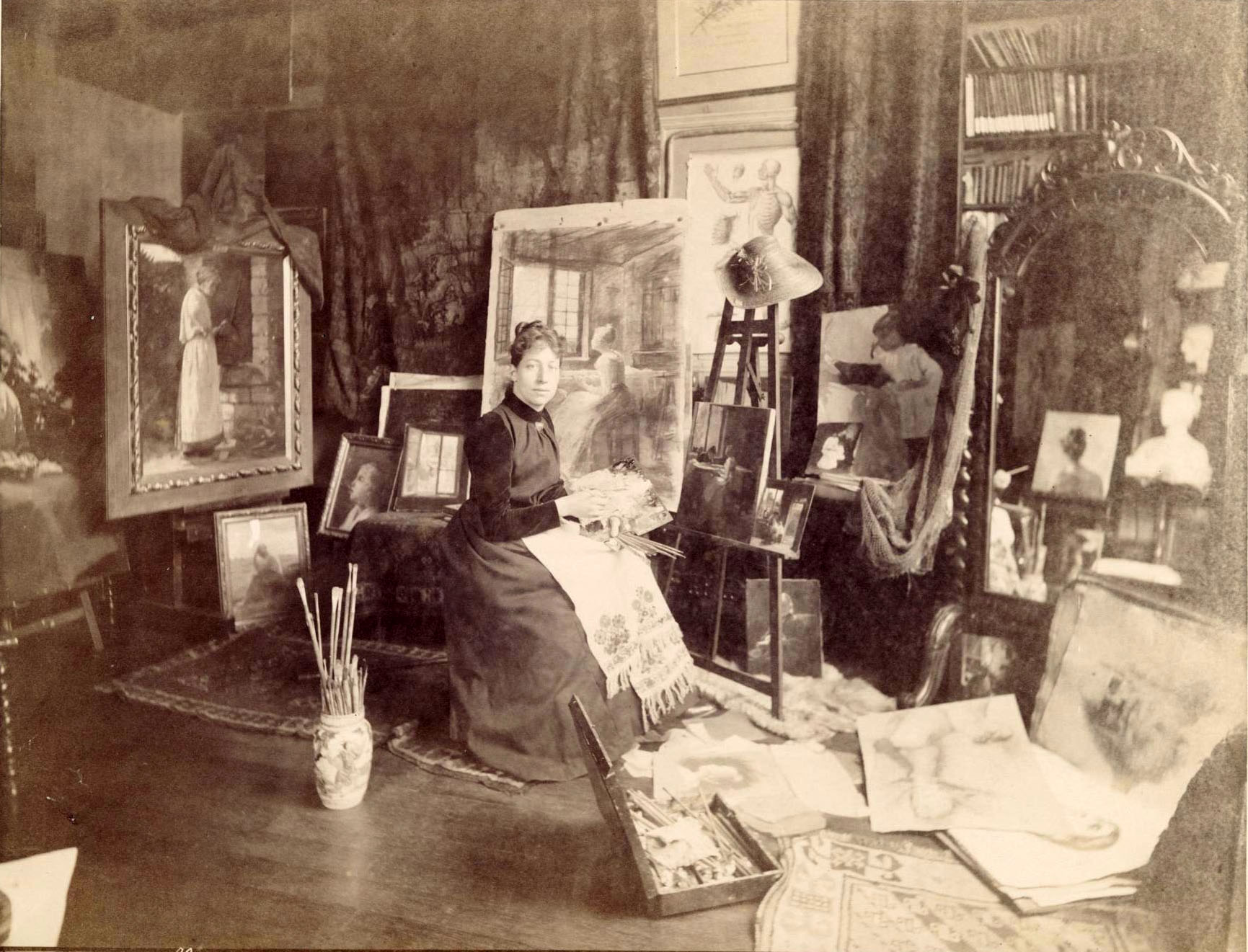
Анна Клюмпке в своей студии. Фотография между 1885 и 1890

Отец Анны, Джон Джеральд Клюмпке, родившийся в Англии, по другим данным в Германии, был успешным и богатым риелтором в Сан-Франциско. Её матерью была Доротея Матильда Толле. Анна была старшей из восьми детей, пятеро из которых дожили до зрелого возраста. Среди её братьев и сестёр были астроном Доротея Клюмпке-Робертс, скрипачка Юлия Клюмпке и невролог Августа Дежерин-Клюмпке.
В три года Анна упала и перенесла перелом бедра. В пять лет она снова упала и перенесла остеомиелит с гнойным артритом коленного сустава. Мать переехала с Анной и тремя её братьями и сестрами в Берлин для лечения у доктора Бернгарда фон Лангенбека, которое продлилось 18 месяцев и включало термальные ванны в Бад-Кройцнахе. Это не дало результата, и Анна всю жизнь хромала. Пока они были в Европе, мать позаботилась о том, чтобы дети продолжали учиться. Время, проведенное в Европе, обострило отношения в семье Клюмпке, и, когда Анне было пятнадцать, её родители развелись. Она и её братья и сестры (на тот момент их было пять) переехали с матерью в Гёттинген, где они некоторое время жили у сестры Матильды, вышедшей замуж за гражданина Германии. Анна и её сестра Августа были определены в школу в Каннштатте, недалеко от Штутгарта. Когда ей было семнадцать, семья переехала в Кларенс, недалеко от Женевского озера, в Швейцарии, где она провела два года в школе-интернате.
В течение следующих нескольких лет Анна изучала искусство дома, и в октябре 1877 года переехала со своей семьёй в Париж, где позже была зачислена в Академию Жюлиана (1883—1884), в мастерскую Тони Робер-Флёри и Жюля Лефевра. Она по многу часов копировала картины в Музее Люксембурга, в том числе «Пахота в Ниверне» Розы Бонёр. Некоторое время брала уроки у Вийфруа. В 1884 году, ещё учась в Академии, Клюмпке представила свою первую работу на парижском салоне, где она получила главный приз как выдающийся студент года. Eщё несколько лет она регулярно выставлялась в Салоне. После окончания учёбы она на несколько лет вернулась в США и преподавала в Бостоне. Однако в 1889 году Клюмпке вернулась в Париж.
В детстве, Анне подарили куклу «Роза», созданную по образцу известной французской анималистки Розы Бонёр. С раннего детства Анна была очарована и вдохновлена художницей.
Намереваясь нарисовать портрет Бонёр, она познакомилась с Розой Бонёр 15 октября 1889 года под предлогом того, что она переводчица торговца лошадьми. Вскоре две женщины поселились вместе в поместье Бонёр в Томери, недалеко от Фонтенбло. Их отношения продолжались вплоть до смерти Бонёр в 1899 году.
Клюмпке была названа единственной наследницей поместья и имущества Бонёр, и в 1900 году курировала продажу произведений художницы. Она учредила премию имени Розы Бонёр в Société des Artistes Français и организовала музей Розы Бонёр во дворце Фонтенбло.
Клюмпке вела детальные дневники, на основе которых в 1908 году она опубликовала биографию Бонёр — «Sa Vie Son Oeuvre». В книге, которая была опубликована на английском языке только в 1998 году, Клюмпке рассказала историю жизни Бонёр, их взаимоотношения и взаимную любовь, и то, как она стала официальной портретисткой и компаньонкой художницы.
Клюмпке выставляла свои работы во Дворце изящных искусств и в павильоне Женщины на Всемирной выставке 1893 года в Чикаго.
После смерти Бонёр Клюмпке некоторое время жила во Франции, Бостоне и Сан-Франциско, пока, наконец, в 1930-х годах, не обосновалась в Сан-Франциско. Во время Первой мировой войны вместе со своей матерью она основала военный госпиталь в своем доме в Томери.
В 1940 году, в возрасте 84 лет, Клюмпке опубликовала собственную автобиографию «Воспоминания художницы». Она умерла 9 февраля 1942 года в возрасте 86 лет в своем родном Сан-Франциско. Её мемориал находится в Колумбарии Сан-Франциско, а похоронена она вместе с Розой Бонёр на кладбище Пер-Лашез в Париже.

## Творчество
Анна Клюмпке писала картины преимущественно бытового жанра, часто рисовала пасторальные сцены и портреты с изображением статичных фигур, обычно женщин. Её картина «Вяжущая Катину» была выставлена в Парижском салоне 1887 года. Сентиментальный образ, написанный Клюмпке, оказался популярным.

## Награды
- 1885 — почётная грамота, Парижский салон[14]
- 1888 — первая премия, Академия Жюлиана, Париж, Франция[14]
- 1889 — Золотая медаль Темпла, за картину «В прачечной», Академия художеств Пенсильвании.[14] Анна стала первой женщиной, которая получила эту награду.[14]
- 1924 — Кавалер ордена Почётного легиона, Франция[14]
- 1936 — офицер Почётного легиона, Франция[14]

## Известные работы
| Работа                            | Изображение | Год   | Формат                         | Владелец                                                                                            | Примечания |
| --------------------------------- | ----------- | ----- | ------------------------------ | --------------------------------------------------------------------------------------------------- | --- |
| Вяжущая Катину                    |             | 1880  | масло                          | Эстель Дж. (Миссис Чарльз В.) Ливингстон, Кенсингтон, Калифорния                                    | |
| Сидящая женщина с красным платком |             | 1886  |                                | | Аукцион в Bonhams, Нью-Йорк, 21 мая 2008 года, лот 1056                                                                         |
| В прачечной                       |             | 1888  | холст, масло роспись по дереву | Пенсильванская академия изящных искусств, Филадельфия, Пенсильвания                                 | Выставлялась на парижском салоне 1888 г. Обладатель золотой медали Темпла 1889 года (первая женщина, награжденная этой медалью) |
| Элизабет Стэнтон                  |             | 1889  | масло на холсте                | Национальная портретная галерея, Вашингтон, округ Колумбия                                          | |
| Девушка с кошкой                  |             | 1890  | пастельный                     | Джой Л. Баркер, Новато, Калифорния                                                                  | |
| Ребёнок с куклой                  |             | 1891  | пастельный                     | Национальный исторический музей Лонгфелло, Кембридж, Массачусетс                                    | |
| Момент отдыха, Барбизон           |             | 1891  | пастель на бумаге, на холсте   | | Аукцион Heritage, Даллас, Техас, 14 сентября 2014 года, лот 65725                                                               |
| Девушка в поле                    |             | +1893 | пастельный                     | | Аукцион в Sotheby Parke Bernet, Нью-Йорк                                                                                        |
| Портрет мисс Мэри София Уокер     |             | 1895  | масло на холсте                | Музей искусств колледжа Боудоин, Боудойн, Мэн                                                       | |
| Портрет Розы Бонер                |             | 1898  | пастель на бумаге              | Музей искусств колледжа Боудоин, Боудойн, Мэн                                                       | |
| Портрет Розы Бонер                |             | 1898  | масло на холсте                | Музей Метрополитен, Нью-Йорк                                                                        | |
| Среди лилий                       |             | 1909  | масло на холсте                | Дворец Почетного легиона, Музей изобразительных искусств Сан-Франциско, Сан — Франциско, Калифорния | |
| Портрет скрипача Гоби Эберхардта  |             | 1911  | картина                        | Museen für Kunst und Kulturgeschichte der Hansestadt Lübeck, Музей Behnhaus, Любек, Германия        | |
| Отец художницы                    |             | 1912  | масло на холсте                | Музей де Янга, Музей изобразительных искусств Сан-Франциско, Сан — Франциско, Калифорния            | |